# Esturgeon de Sibérie
Cet article court présente un sujet plus développé dans plusieurs articles dérivés.
Pour des articles plus généraux, voir Esturgeon et Sibérie.
L'expression « esturgeon de Sibérie » est un nom vernaculaire ambigu en français, pouvant désigner plusieurs espèces différentes d'acipenséridés :
- l'Esturgeon sibérien ou Esturgeon de Sibérie (Acipenser baerii)[1],[2],[3] ;
- le Sterlet, Esturgeon du Danube ou Esturgeon de Sibérie (A. ruthenus)[4],[5],[6].

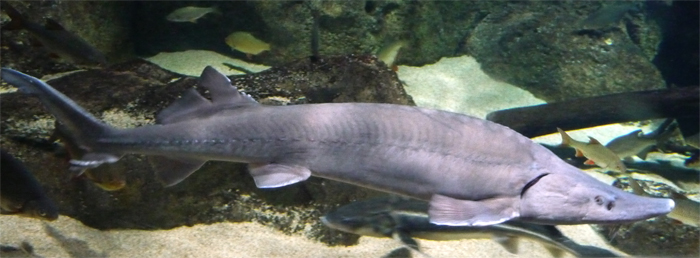
Estugeon sibérien (Acipenser baerii)
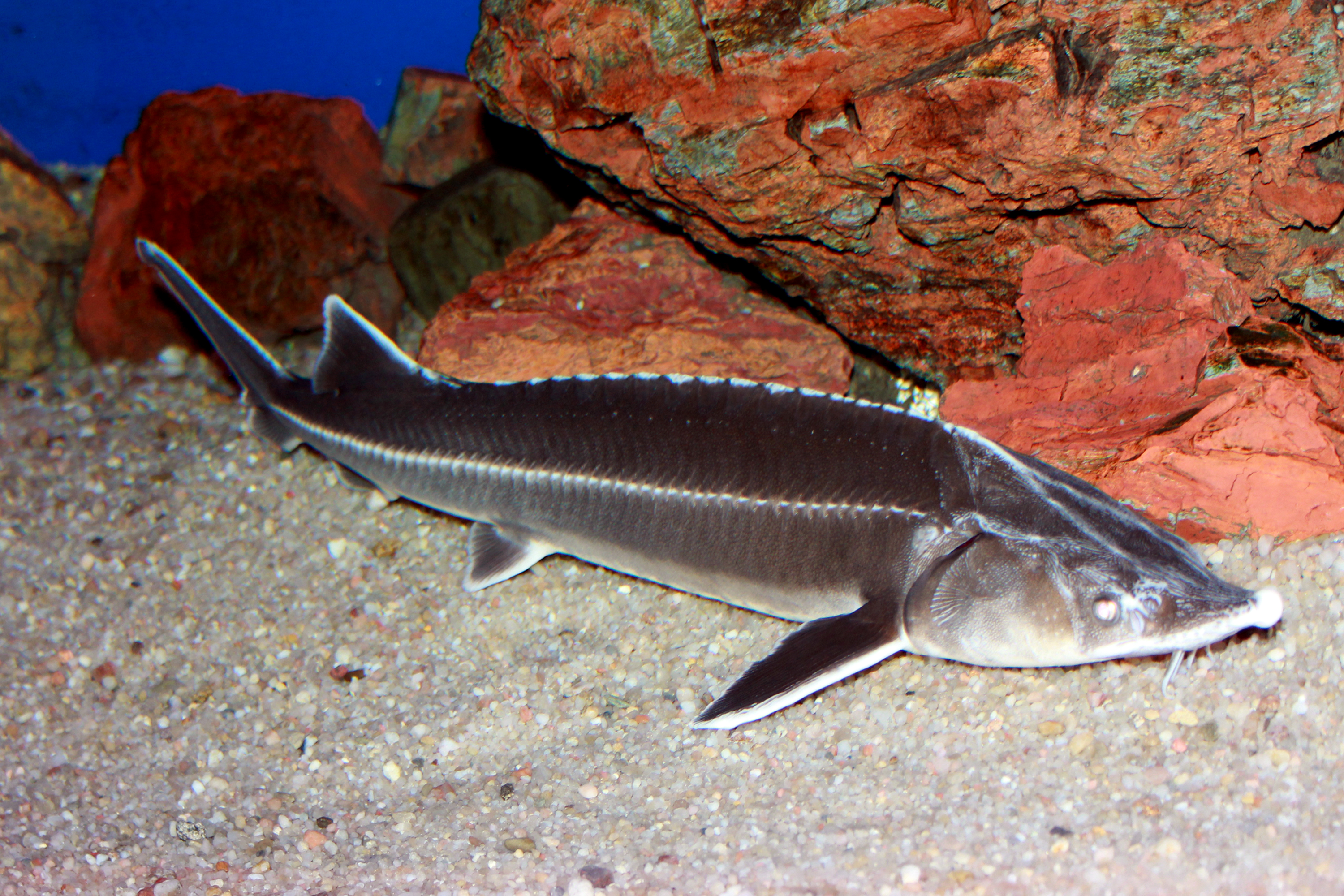
Sterlet (A. ruthenus)